# Мероитское письмо
Мерои́тская пи́сьменность — алфавит из 23 знаков, использовавшийся примерно со II века до н. э. до V века н. э. в Нубии и северном Судане для записи мероитского языка.
Имеет две разновидности: иероглифическую (известны только надписи, высеченные на монументах, происходит от египетского иероглифического письма) и курсивную (происходит от демотического письма). Иероглифические символы писались в колонках, сверху вниз, справа налево. Более распространённая курсивная форма писалась справа налево, сверху вниз.
Алфавит расшифрован в начале XX века английским учёным Ф. Л. Гриффитом, но язык остаётся во многом непонятным.
Содержит 4 знака гласных, 14 для согласных и 5 для слогов.
Возможно, мероитская письменность использовалась также для записи древненубийского языка, являющегося потомком мероитского и записывавшегося, в основном, на коптском алфавите (модифицированном греческом).
В трёхтомном корпусе Repertoire d’Épigraphie Méroïtique (2000 г.) собраны более 2000 текстов на мероитском языке.

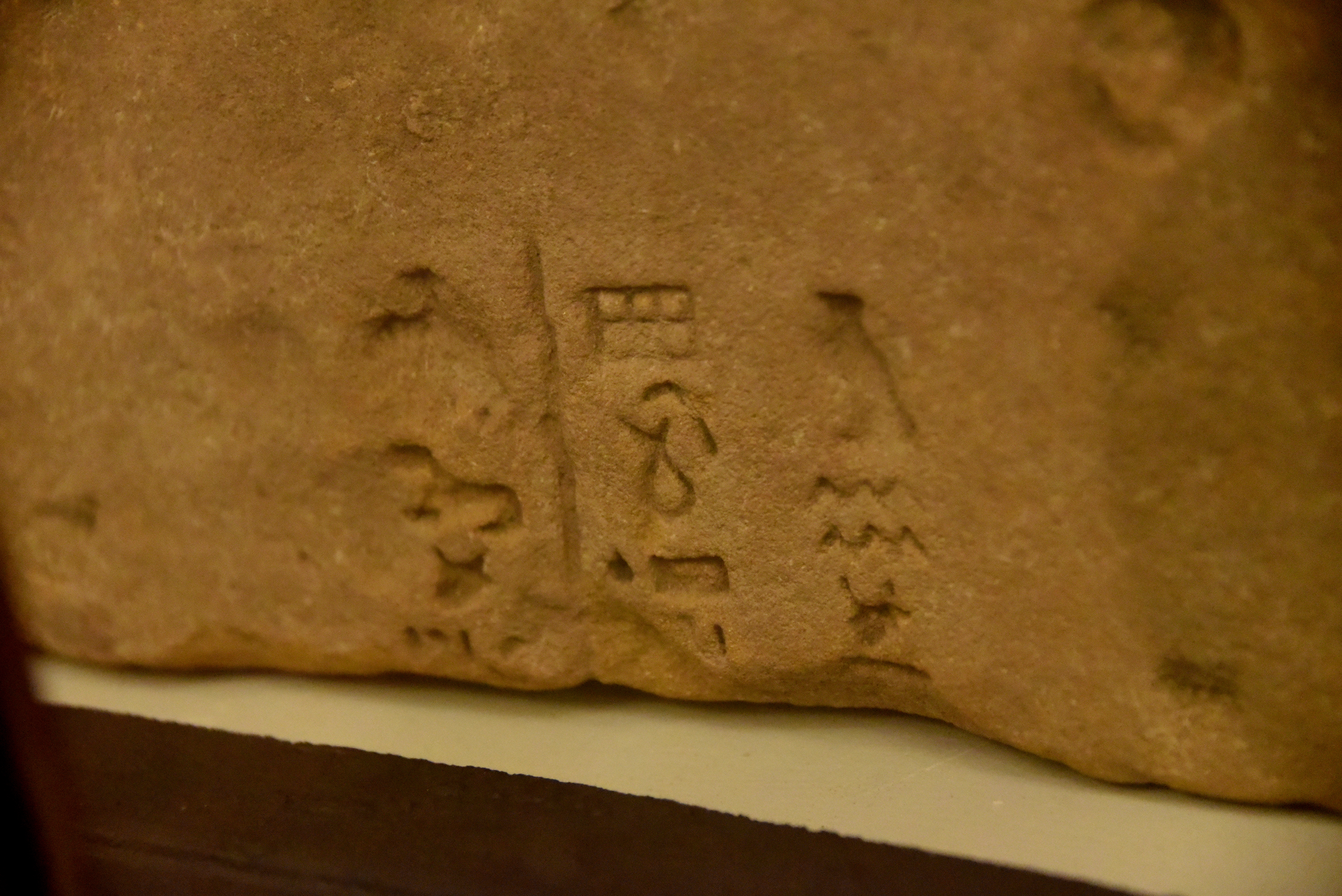
Деталь песчаника с мероитскими иероглифами в три столбца, вероятно, записано имя Амона. Из Мероэ. Мероитский период. Музей египетской археологии Петри, Лондон.

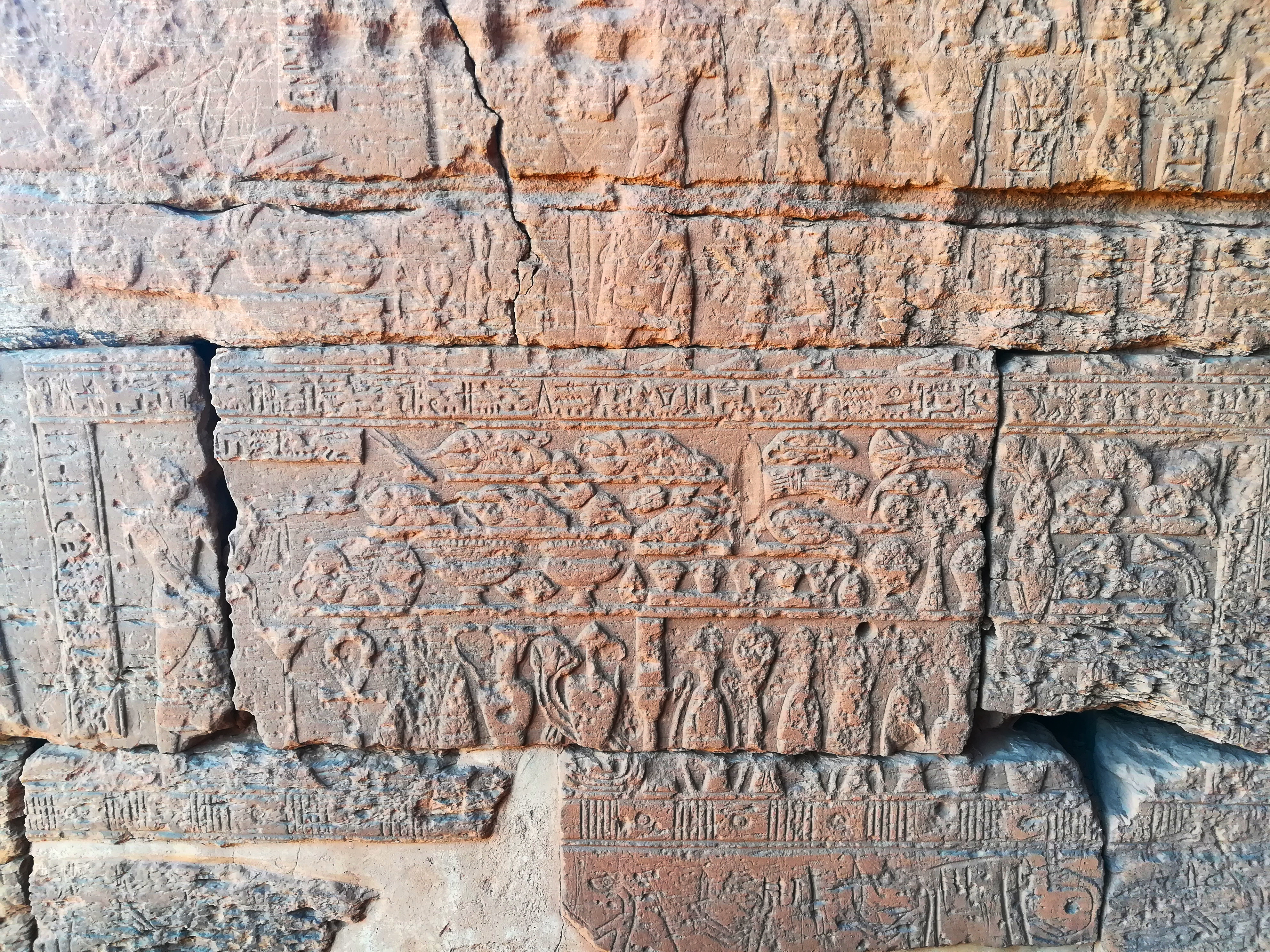
Рельеф внутри одной из пирамид Мероэ в Баджравии, Судан, с иероглифическим текстом.